# Punta del Boquerón
Punta del Boquerón är en park i Spanien.   Den ligger i provinsen Provincia de Cádiz och regionen Andalusien, i den södra delen av landet, 500 km söder om huvudstaden Madrid. Punta del Boquerón ligger 5 meter över havet.
Terrängen runt Punta del Boquerón är platt. Havet är nära Punta del Boquerón åt sydväst. Runt Punta del Boquerón är det tätbefolkat, med 276 invånare per kvadratkilometer. Närmaste större samhälle är Chiclana de la Frontera, 6,3 km öster om Punta del Boquerón. Trakten runt Punta del Boquerón består till största delen av jordbruksmark.